# De Bras
De Bras (met de deelplannen Brasserhout, Hout & Plantage, De Brasacker en Biesland) is een buurt gelegen in Den Haag. Deze buurt maakt deel uit van de Vinexlocatie/woonwijk Ypenburg. De buurt is eind 2008 opgeleverd en grenst aan de polder van Biesland.

## Delft
Op korte afstand in Delft bestaat er ook een wijk Biesland, onderdeel van de wijk Vrijenban. Deze is direct gelegen aan de A13.